# 丽楚蛛
丽楚蛛（学名：Zygiella x-notata）为肖峭科楚蛛属的动物。分布于全北区、新热带区以及中国大陆的广西等地，常栖息于桂花树。

## 亚种
- 东方尖腹蛛（学名：Aculepeira armida orientalis），Kulczynski于1901年命名。分布于俄罗斯以及中国大陆的河北等地，多栖息于麦田。[2]